# Liste der Regierungschefs von Libyen
Der derzeitige Ministerpräsident von Libyen ist Osama Hamada.
Die folgende Liste führt die Regierungschefs von Libyen seit dessen Unabhängigkeit von Italien 1951 auf.
| Name                     | Beginn der Amtszeit | Ende der Amtszeit |
| ------------------------ | ------------------- | ----------------- |
| Mahmud al-Muntasir       | 25. Dezember 1951   | 19. Februar 1954  |
| Muhammad Sakizli         | 19. Februar 1954    | 12. April 1954    |
| Mustafa bin Halim        | 12. April 1954      | 26. Mai 1957      |
| Abd al-Madschid Kubar    | 26. Mai 1957        | 17. Oktober 1960  |
| Muhammad Uthman as-Said  | 17. Oktober 1960    | 19. März 1963     |
| Muhi ad-Din Fikini       | 19. März 1963       | 20. Januar 1964   |
| Mahmud al-Muntasir       | 20. Januar 1964     | 20. März 1965     |
| Husain Maziq             | 20. März 1965       | 2. Juli 1967      |
| Abd al-Hamid al-Bakkusch | 2. Juli 1967        | 25. Oktober 1967  |
| Abd al-Qadir al-Badri    | 25. Oktober 1967    | 4. September 1968 |
| Wanis al-Qaddhafi        | 4. September 1968   | 31. August 1969   |

| Name                        | Beginn der Amtszeit | Ende der Amtszeit |
| --------------------------- | ------------------- | ----------------- |
| Mahmud Sulaiman al-Maghribi | 8. September 1969   | 16. Januar 1970   |
| Muammar al-Gaddafi          | 16. Januar 1970     | 16. Juli 1972     |
| Abd as-Salam Dschallud      | 16. Juli 1972       | 2. März 1977      |

| Name                       | Beginn der Amtszeit | Ende der Amtszeit |
| -------------------------- | ------------------- | ----------------- |
| Abd al-Ati al-Ubayyidi     | 2. März 1977        | 2. März 1979      |
| Dschadullah Azzuz at-Talhi | 2. März 1979        | 23. Februar 1984  |
| Muhammad az-Zaruq Radschab | 23. Februar 1984    | 2. März 1986      |
| Dschadullah Azzuz at-Talhi | 2. März 1986        | 2. März 1987      |
| Umar Mustafa al-Muntasir   | 2. März 1987        | 7. Oktober 1990   |
| Abu Zaid Umar Durda        | 7. Oktober 1990     | 29. Januar 1994   |
| Abd al-Madschid al-Qaʿud   | 29. Januar 1994     | 29. Dezember 1997 |
| Muhammad Ahmad al-Manqusch | 29. Dezember 1997   | 1. März 2000      |
| Imbarik asch-Schamich      | 1. März 2000        | 13. Juni 2003     |
| Schukri Ghanim             | 13. Juni 2003       | 5. März 2006      |
| al-Baghdadi Ali al-Mahmudi | 5. März 2006        | 21. August 2011   |

| Name               | Beginn der Amtszeit | Ende der Amtszeit  |
| ------------------ | ------------------- | ------------------ |
| Mahmud Dschibril   | 23. März 2011       | 23. Oktober 2011   |
| Ali Tarhouni       | 23. Oktober 2011    | 31. Oktober 2011   |
| Abdel Rahim el-Kib | 31. Oktober 2011    | 12. September 2012 |

| Name                      | Beginn der Amtszeit | Ende der Amtszeit |
| ------------------------- | ------------------- | ----------------- |
| Mustafa Abu Schagur       | 13. September 2012  | 7. Oktober 2012   |
| Ali Seidan                | 14. Oktober 2012    | 11. März 2014     |
| Abdullah Thenni (interim) | 11. März 2014       | 4. Mai 2014       |
| Ahmed Miitig              | 4. Mai 2014         | 9. Juni 2014      |
| Abdullah Thenni           | 9. Juni 2014        | 15. März 2016     |
| Fayiz as-Sarradsch        | 15. März 2016       | 15. Mai 2021      |
| Abdul Hamid Dbeiba        | 15. Mai 2021        | 3. März 2022      |
| Fathi Baschagha           | 3. März 2022        | 16. Mai 2023      |
| Osama Hamada              | 16. Mai 2023        | amtierend         |